# Silnik Toyota GD
Silnik Toyota GD – 4-cylindrowy silnik rzędowy, wysokoprężny, z turbosprężarką o zmiennej geometrii łopatek i bezpośrednim wtryskiem paliwa, produkcji Toyoty.
W 2015 roku wprowadzono na rynek silniki 1GD-FTV 2.8 i 2GD-FTV 2.4 w celu zastąpienia silników serii KD w samochodach terenowych. Zastosowano w nich technologię TSWIN (Thermo Swing Wall Insulation Technology) obniżającą straty ciepła, dzięki której silnik 1GD-FTV osiąga sprawność cieplną na poziomie 44%. Technologia ta polega na wykorzystaniu w ściankach komory spalania anodowanego, porowatego stopu aluminium z dodatkiem krzemu (SiRPA – silica-reinforced porous anodized aluminum). Jest to materiał o małej przewodności i pojemności cieplnej, który zatrzymuje ciepło wytwarzane przy spalaniu paliwa wewnątrz komory spalania, a także łatwo się nagrzewa i szybko stygnie. SiRPA zastosowano również do produkcji tłoków. Dzięki temu straty ciepła odprowadzanego do układu chłodzenia udało się zmniejszyć o ok. 30%.
Silniki GD mają 16 zaworów i konstrukcję DOHC. Stopień sprężania wynosi 15,6:1., niż w przypadku obecnego silnika KD.
Toyota deklaruje, że do 2020 roku silniki tej serii będą dostępne w 150 krajach.

## Silnik 1GD-FTV 2.8
Silnik ten ma pojemność skokową 2755 cc. Maksymalna moc wynosi 177 KM przy 130 kW (177 KM) / 3400 obr./min. Maksymalny moment obrotowy to 450 N･m (45,9 kG･m) w zakresie 1600-2400 obr./min. W porównaniu do silnika KD uzyskano w nim maksymalny moment obrotowy większy o 25%, zaś w zakresie małych obrotów – większy o 11%, obniżono jednostkowe zużycie paliwa o 15%.

## Silnik 2GD-FTV 2.4
Silnik o pojemności skokowej 2393 cc, maksymalnej mocy 110 kW (150 KM) przy 3400 obr./min. i maksymalnym momencie obrotowym 400 N･m (40,8 kG･m)  w zakresie 1600-2000 obr./min..